# Journal of the British Interplanetary Society
Journal of the British Interplanetary Society (JBIS) és una revista científica mensual revisada per parells que es va establir el 1934. La revista cobreix la recerca en astronàutica i ciència i tecnologia espacials, i inclou el disseny de nau espacial, teoria de filtres, estacions espacials, exploració lunar, propulsió de naus espacials, exploració robòtica i tripulada del sistema solar, viatges interestel·lars, comunicacions interestel·lars, intel·ligència extraterrestre, filosofia i cosmologia. És publicat mensualment per la British Interplanetary Society.

## Història

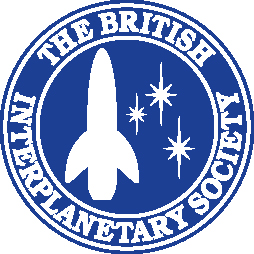
Logo de BIS

La revista va ser fundada el 1934 quan es va fundar la British Interplanetary Society. L'editorial inaugural va declarar:
L'objectiu final de la societat és, per descomptat, la conquesta de l'espai i d'aquí el viatge interplanetari ..... (la) tasca immediata és l'estimulació de l'interès públic en el tema dels viatges interplanetaris i la difusió del coneixement sobre de la veritable naturalesa de les dificultats que en l'actualitat obstaculitzen els seus èxits.
El primer número només era un fullet de sis pàgines, però té la distinció de ser la publicació astronàutica supervivent més antiga del món.

## Articles notables

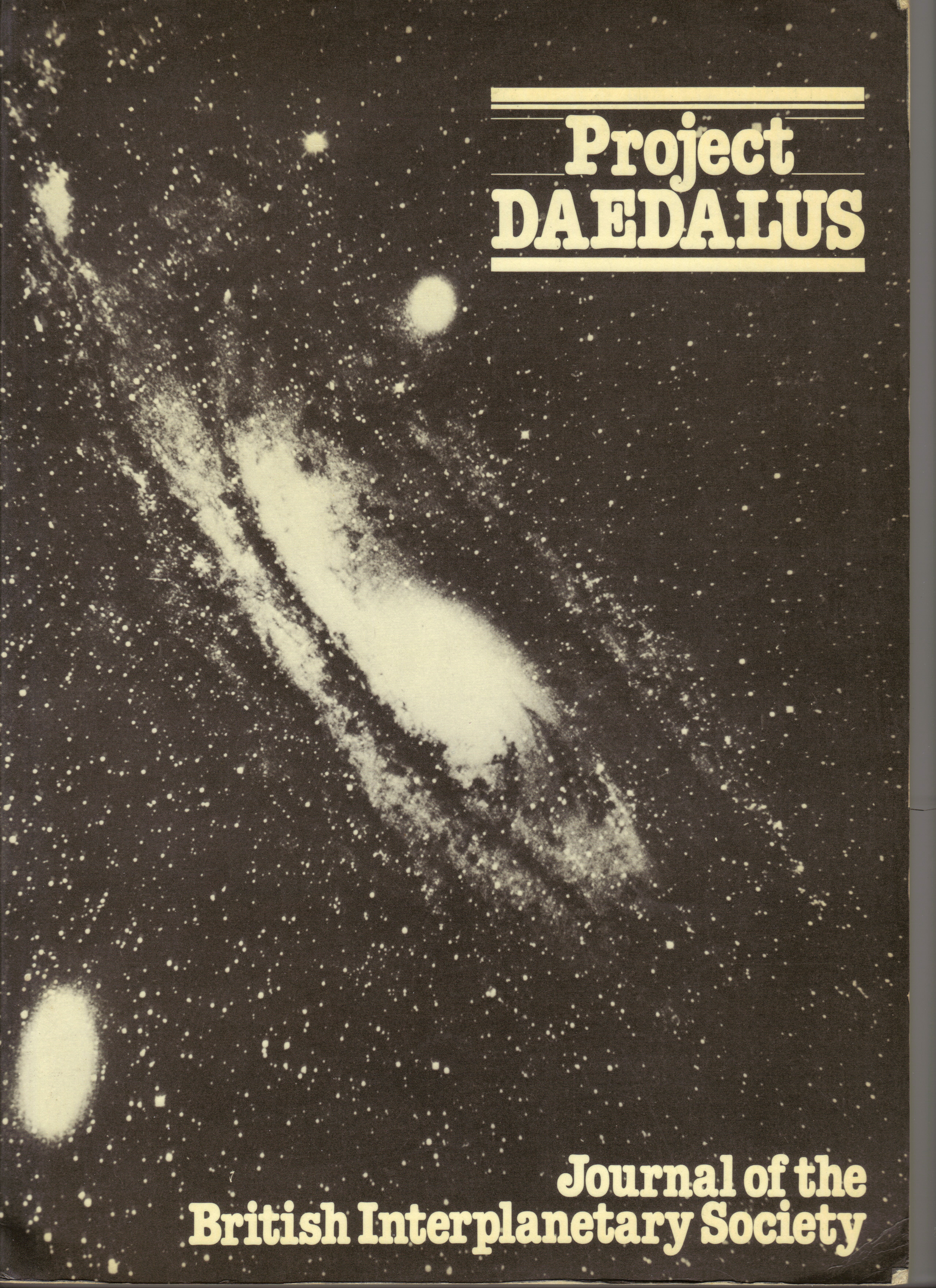
Número especial del Projecte Daedalus

Els articles notables publicats a la revista inclouen:
- The B.I.S Space-Ship, H.E.Ross, JBIS, 5, pp. 4–9, 1939
- The Challenge of the Spaceship (Astronautics and its Impact Upon Human Society), Arthur C. Clarke, JBIS, 6, pp. 66–78, 1946
- Atomic rocket papers by Les Shepherd, Val Cleaver and others, 1948-1949.
- Interstellar Flight, L.R.Shepherd, JBIS, 11, pp. 149–167, 1952
- A Programme for Achieving Interplanetary Flight, A.V.Cleaver, JBIS, 13, pp. 1–27, 1954
- Special Issue on World Ships, JBIS, 37, 6, June 1984
- Projecte Daedalus - Final Study Reports, Alan Bond & Anthony R Martin et al., Special Supplement JBIS, pp.S1-192, 1978

## Editors
Algunes de les persones que han estat redactor en cap de la revista són:
- Philip E. Cleator
- J. Hardy
- Gerald V. Groves
- Anthony R. Martin
- Mark Hempsell
- Chris Toomer
- Kelvin Long